# Ганс-Фердинанд Массманн
Ганс-Фердинанд Массманн (нім. Hanns-Ferdinand Massmann; 25 червня 1917, Кіль — 2 грудня 2010, Бремен) — німецький офіцер-підводник, капітан-лейтенант крігсмаріне.

## Біографія
3 квітня 1936 року вступив на флот. З квітня 1939 року служив в 7-му дивізіону корабельного озброєння. В січні 1940 року — ордонанс-офіцер при головнокомандувачі підводним флотом. В січні-травні 1940 року — вахтовий офіцер на підводному човні U-17. З 15 червня 1940 року — 1-й вахтовий офіцер на U-137. З 15 грудня 1940 по 7 грудня 1941 року — командир U-137, на якому здійснив 1 похід (21 червня — 4 липня 1941), з 21 січня 1942 року —  U-409, на якому здійснив 6 походів (разом 170 днів у морі). 12 липня 1943 року U-409 був потоплений в Середземному морі північно-східніше Алжиру (37°12′ пн. ш. 04°00′ сх. д.) глибинними бомбами британського есмінця «Інконстант». 11 членів екіпажу загинули, 37 (включаючи Массманна) були врятовані і взяті в полон. 27 лютого 1948 року звільнений.
Всього за час бойових дій потопив 5 кораблів загальною водотоннажністю 24 971 тонну і пошкодив 1 корабель водотоннажністю 7519 тонн.
| Дата           | Назва корабля           | Тип                   | Тоннаж | Вантаж                                                                                              | Екіпаж | Загинули | Країна             | Конвой  |
| -------------- | ----------------------- | --------------------- | ------ | --------------------------------------------------------------------------------------------------- | ------ | -------- | ------------------ | ------- |
| 30 жовтня 1942 | Bullmouth (пошкоджений) | Тепловий танкер       | 7,519  | Баласт                                                                                              | 56     | 0        | Британська імперія | SL-125  |
| 30 жовтня 1942 | Silverwillow            | Торговий теплохід     | 6,373  | 9000 тонн генеральних вантажів                                                                      | 67     | 6        | Британська імперія | SL-125  |
| 9 березня 1943 | Malantic                | Торговий пароплав     | 3,837  | 4300 тонн боєприпасів, бомб і генеральних вантажів                                                  | 47     | 25       | США                | SC-121  |
| 9 березня 1943 | Rosewood                | Тепловий танкер       | 5,989  | Мазут                                                                                               | 42     | 42       | Британська імперія | SC-121  |
| 4 липня 1943   | City of Venice          | Пасажирський пароплав | 8,762  | 302 військовослужбовців, 700 тонн військової техніки, 1 десантний катер і 2000 тонн баласту (пісок) | 482    | 22       | Британська імперія | KMS-18B |
| 4 липня 1943   | HMS LCE-14 (вантаж)     | Десантний катер       | 10     | |        |          | Британська імперія | KMS-18B |

## Звання
- Кандидат в офіцери (3 квітня 1936)
- Морський кадет (10 вересня 1936)
- Фенріх-цур-зее (1 травня 1937)
- Оберфенріх-цур-зее (1 липня 1938)
- Лейтенант-цур-зее (1 жовтня 1938)
- Оберлейтенант-цур-зее (1 жовтня 1940)
- Капітан-лейтенант (1 серпня 1943)

## Нагороди
- Залізний хрест 2-го класу
- Нагрудний знак підводника